# Julian Skelnik
Julian Franciszek Skelnik (ur. 24 stycznia 1954 w Gdyni) – polski ekonomista, manager portowy i duński urzędnik konsularny.

## Życiorys
Syn Leona Skelnika, kpt. ż.w. rybołówstwa morskiego i Ludgardy z domu Thrun. Absolwent III Liceum Ogólnokształcącego w Gdyni, w 1978 ukończył studia na Wydziale Ekonomiki Transportu Uniwersytetu Gdańskiego w Sopocie. Był pracownikiem Instytutu Ekonomiki Transportu Morskiego UG w Sopocie (1980–1987), dyrektorem generalnym Fundacji Gospodarczej NSZZ Solidarność (1990–1992), zatrudnionym w sektorze finansowym (1996–2002), wiceprezesem Zarządu Morskiego Portu Gdańsk (2005–2008). Od 1993 pełni funkcję konsula Danii w Gdańsku, od 2011 z siedzibą w Gdyni. Był też przewodniczącym Organizacji Portów Bałtyckich (Baltic Ports Organisation) (2007–2018), oraz wiceprzewodniczącym Organizacji Europejskich Portów Morskich (European Sea Ports Organization) w Brukseli (2008–2012).
W 2014 otrzymał Srebrny Medal Uniwersytetu Gdańskiego „Bene merito et merenti”. 